# Gampong Putoh Dua
Gampong Putoh Dua is een bestuurslaag in het regentschap Aceh Timur van de provincie Atjeh, Indonesië. Gampong Putoh Dua telt 324 inwoners (volkstelling 2010).